# FIFA 14
FIFA 14 je pokračování série fotbalové hry FIFA od vývojářů Electronic Arts Canada. Tato hra vyšla v roce 2013 a je nadále komentována dvojicí Petr Svěcený a Jaromír Bosák. Pro PlayStation 2, PlayStation 3, PlayStation Portable, PlayStation Vita, Xbox 360, Wii, iOS, Android, Nintendo 3DS herní konzole a Microsoft Windows byla vydána v září 2013, na rozdíl od PlayStation 4 a Xbox One na které byla hra vydána v listopadu 2013.
Ve hře je možné si zahrát za 600 klubů, např. za Manchester United FC, Real Madrid, FC Barcelona, Arsenal FC či mnoho dalších, k dispozici je také okolo 30 lig (např. Premier League, Primera División). V nové verzi hry je i volba Fifa Ultimate Team, kde si skládáte vlastní tým, kupujete hráče a poté hrajete zápasy v lize či online turnajích.
Na obalu české verze FIFA 14 je společně s argentinským fotbalistou Lionelem Messim český reprezentant Michal Kadlec.

## Stadiony a ligy

### Stadiony
Hra obsahuje více než 60 stadionů, včetně 32 reálných míst. Nové přírůstky jsou La Bombonera v Buenos Aires, Goodison Park v Anglii (první postavený fotbalový stadion) a Donbass Arena na Ukrajině, domov Šachtaru Doněck a barcelonský Camp Nou, který byl odstraněn z FIFA 13 v důsledku licenčních důvodů.
 Allianz Arena – FC Bayern Mnichov 

 Amsterdam Arena – Ajax Amsterdam 

 Anfield – Liverpool FC 

 Arena del Centenario – Uruguay 

 BC Place Stadium – Vancouver Whitecaps FC 

 Camp Nou – FC Barcelona 

 Donbas Arena – FK Šachtar Doněck 

 Emirates Stadium – Arsenal FC 

 Estadio Azteca – Club América 

 Estadio Mestalla – Valencia CF 

 Estadio Nacional – Portugalsko 

 Estadio Vicente Calderón – Atlético Madrid 

 Etihad Stadium – Manchester City FC

 Goodison Park – Everton FC 

 Imtech Arena – Hamburger SV 

 Juventus Stadium – Juventus FC 

 King Fahd Stadium – Saúdská Arábie 

 La Bombonera – CA Boca Juniors 

 Old Trafford – Manchester United FC 

 Olympiastadion – Hertha BSC 

 Parc des Princes – Paris Saint-Germain FC 

 San Siro – Inter Milán / AC Milán 

 Santiago Bernabéu – Real Madrid 

 Signal Iduna Park – Borussia Dortmund 

 St James' Park – Newcastle United FC 

 Stade Gerland – Olympique Lyon 

 Stade Vélodrome – Olympique de Marseille 

 Stadio Olimpico – SS Lazio / AS Řím 

 Stamford Bridge – Chelsea FC

 Veltins-Arena – Schalke 04 

 Wembley Stadium – Anglie 

 White Hart Lane – Tottenham Hotspur FC

### Ligy
Ve hře je kolem 30 lig, z kterých si lze vybrat při volbě týmu. Stejně jak v minulém ročníku chybí česká i slovenská liga.
 Argentina (Primera División) 

 Austrálie (A-League) 

 Rakousko (Rakouská fotbalová Bundesliga) 

 Belgie (Jupiler Pro League) 

 Brazílie (Campeonato Brasileiro Série A) 

 Chile (Primera División) 

 Kolumbie (Categoria Primera) 

 Dánsko (Superligaen) 

 Anglie / Wales (Premier League, League One, League Two) 

 Francie (Ligue 1, Ligue 2) 

 Německo (1. Bundesliga, 2. Bundesliga) 

 Nizozemsko (Eredivisie) 

 Irsko (Airtricity liga) 

 Itálie (Serie A, Serie B) 

 Mexiko (Liga Bancomer MX) 

 Norsko (Tippeligaen) 

 Portugalsko (Liga Portuguesa) 

 Polsko (T-Mobile Ekstraklasa) 

 Rusko (Ruská Premier Liga) 

 Saúdská Arábie (ALJ liga) 

 Skotsko (Scottish Premier League) 

 Jižní Korea (K-League) 

 Španělsko (Primera División, Segunda División) 

 Švédsko (Allsvenskan) 

 Švýcarsko (Raiffeisen Švýcarská Super League) 

 USA / Kanada (Major League Soccer)

## Ocenění
V hráčském hlasování v anketě INVAZE 2013 na herním webu Hrej.cz obsadila FIFA 14 1. místo v kategorii Nejlepší sportovní hra se ziskem 296 hlasů (48%).